# Chlorophorus lineatus
Chlorophorus lineatus är en skalbaggsart. Chlorophorus lineatus ingår i släktet Chlorophorus och familjen långhorningar.

## Underarter
Arten delas in i följande underarter:
- C. l. lineatus
- C. l. medioconjunctus